# Paracaesio gonzalesi
Paracaesio gonzalesi là một loài cá biển thuộc chi Paracaesio trong họ Cá hồng. Loài này được mô tả lần đầu tiên vào năm 1979.

## Từ nguyên
Từ định danh gonzalesi được đặt theo tên của Pedro C. Gonzales, Phụ trách Động vật học tại Bảo tàng Quốc gia Philippines, người đầu tiên để ý đến loài cá này tại chợ cá Manila.

## Phân bố
P. gonzalesi được biết đến tại Philippines, đảo New Ireland (Papua New Guinea), Vanuatu, Tuvalu, Fiji (gồm cả Rotuma), Nouvelle-Calédonie và bang New South Wales (Úc).
P. gonzalesi được thu thập ở độ sâu khoảng từ 140 đến 250 m.

## Mô tả
Chiều dài cơ thể lớn nhất được ghi nhận ở P. gonzalesi là 42 cm. Cá có màu nâu nhạt từ lưng đến thân trên, xám bạc xuống thân dưới và bụng. Dải vàng đặc trưng dọc gốc đường bên đến khoảng giữa vây lưng, đôi khi có 8 vạch sọc dọc sẫm màu ở hai bên. Thùy đuôi trên màu tím xám, thùy dưới màu vàng tươi.
Số gai ở vây lưng: 10; Số tia vây ở vây lưng: 10; Số gai ở vây hậu môn: 3; Số tia vây ở vây hậu môn: 8; Số tia vây ở vây ngực: 16; Số vảy đường bên: 48–49.

## Thương mại
P. gonzalesi được bán tươi trong các chợ cá, thịt được đánh giá là ngon.